# Бен-Хаим, Яаков
Яаков Бен-Хаим – израильский уролог, хирург, заведующий отделением детской урологии больницы Дана-Дуэк тель-авивской больницы Ихилов. Один из основателей роботизированной хирургии в израильской урологии.

### Биография
- 1987 год — окончил медицинскую школу Университета Технион в Хайфе (с отличием).
- 1993 год — завершил специализацию по урологии в медцентре Шиба.
- 1995 год — стажировка по педиатрической урологии в Госпитале Джонса Хопкинса в Балтиморе (Мэриленд, США).
- С 1996 года — Старший врач урологического департамента медцентра Шиба.
- С 1997 года — работает в медцентре Ихилов.
- С 1999 года — руководит педиатрическим урологическим отделением медицинского центра Ихилов.
- С 2000 года — преподаватель школы медицины Тель-Авивского университета.
- С 2016 года — доцент медицинского факультета в Тель-Авивском университете[1].
- С 2017 года преподаватель хирургии в школе непрерывного медицинского образования при Тель-Авивском университете[2].

### Медицинская деятельность
Выполняет многоэтапные операции при экстрофии мочевого пузыря. Провёл несколько тысяч операция по коррекции врождённых пороков развития мочеполовой системы, в том числе более 2000 операций при гипоспадии. В своей работе широко применяет роботизированную систему «Да Винчи». Одним из первых в Израиле начал внедрять роботизированные операции на мочеполовой системе у детей, а также имплантацию искусственных сфинктеров при недержании мочи. Один из немногих урологов, выполняющий лапароскопическую частичную нефрэктомию у детей.

### Научная работа
Исследовал хирургические техники коррекции эписпадии. Проводил долгосрочные наблюдения пациентов с экстрофией мочевого пузыря, разрабатывал и изучал методики операций при этой патологии.